# Agrochola pauli
Agrochola pauli là một loài bướm đêm trong họ Noctuidae.